# Inga-Greta Solbreck-Möller
Inga Margareta (Inga-Greta) Solbreck-Möller, född 23 februari 1918 i Sandarne i Hälsingland, död 15 oktober 1995 i Solna, var en svensk tecknare, grafiker, illustratör och reklamkonstnär.
Hon var dotter till disponenten John Johansson och Lotten Solbreck och från 1943 gift med Stig-Åke Möller. Hon studerade vid Otte Skölds målarskola 1936–1937 och vid Steiner-Prags målarskola 1939 samt under ett stort antal studieresor till bland annat Frankrike, England, Nederländerna och Tyskland. Hon tilldelades Svenska slöjdföreningens stipendium 1940. Hon var specialelev vid Konstfackskolans linje för grafik och bokkonst 1951–1952. Efter sina studier arbetade hon vid Anders Beckmans reklamateljé. Hon medverkade några gånger i Nationalmuseums utställning Unga tecknare på 1940-talet och i Nationalmuseums och Röhsska museets utställning Kontakt med nyttokonsten 1944 samt några av Nationalmuseums utställningar av Årets bästa affischer, Svenska slöjdföreningens utställning Nyttokonstnärerna, SAFT-utställningen på Skansen i Stockholm samt Tio för en på Galerie Acté i Stockholm. Internationellt medverkade hon i en amerikansk vandringsutställning med svenska affischer 1946, internationella affischutställningar i Wien, Prag, Düsseldorf och Johannesburg. Hon arbetade först med kraftfulla abstrakt komponerade affischer och tilldelades ett flertal priser vid olika affischpristävlingar men övergick i slutet av 1940-talet till bok- och broschyrillustrationer. Bland annat illustrerade hon översättningen av Christine Westons Bhimsa 1949. Solbreck-Möller är representerad vid Cleveland University Exhibit i Ohio.